# Katedra Notre-Dame-de-l’Annonciation w Nancy
Katedra Notre-Dame-de-l’Annonciation et Saint-Sigisbert (nazwa w pol. katedra Zwiastowania Najświętszej Maryi Panny i św. Zygisberta) – rzymskokatolicki kościół w Nancy. Jest siedzibą biskupa diecezji Nancy i zarazem kościołem parafialnym w parafii Notre Dame de Bonne Nouvelle.
Od 9 sierpnia 1906 roku znajduje się na liście pomników historycznych Francji.

## Historia
Pierwsze zamysł ustanowienia diecezji w Nancy podjął na początku XVII wieku Karol III Wielki, książę Lotaryngii. Motywem było zachowanie politycznej i duchowej niezależności księstwa. Bullą z 15 marca 1602 roku papież Klemens VIII nadał mu nie tylko biskupstwo, ale również ustanowił kapitułę prymasowską z prymasem na czele, nowym tytułem honorowym w Kościele. Kapituła, licząca 40 członków została wyłączona spod jurysdykcji biskupstwa Toul i poddana bezpośrednio władzy Stolicy Apostolskiej. Książę zamierzał wznieść okazały kościół w centrum miasta, ale później zmienił swój plan i ostatecznie wybrał północno-wschodnią część miasta, gdzie powstał niewielki, prowizoryczny kościół. Wojna trzydziestoletnia odsunęła na bok budowę świątyni. Plany budowy kościoła stały się aktualne w XVIII wieku, w czasie rządów książąt Lotaryngii: Leopolda I Józefa oraz Stanisława Leszczyńskiego. Plan budowy kościoła został zlecony w 1700 roku Giovanniemu Betto, który zainspirował się rzymskim kościołem San Andrea della Valle. Budowę rozpoczęto w 1703 roku. Pod nadzorem projektanta wzniesiono ściany nawy. W latach 1709–1715 prace zostały przerwane. W międzyczasie projekt Betta został skrytykowany przez francuskiego architekta Jules’a Hardouina-Mansarta, który zalecił dodanie kopuły na skrzyżowaniu nawy głównej i transeptu, aby uzyskać lepszą równowagę całej konstrukcji. W 1720 roku ukończono sklepienia nawy. Po śmierci Betta w 1722 roku budowę ukończył Germain Boffrand, ale bez zalecanej przez Hardouina-Mansarta kopuły. W 1729 roku zwieńczył on wieże latarniami, a w prezbiterium zbudował stalle. W 1736 roku została ukończona fasada. 1 listopada 1742 roku w nowym kościele odprawiono pierwszą mszę. Nadal trwało wyposażanie wnętrza świątyni. Kiedy bullą papieża Piusa VI z 19 listopada 1777 roku została założona diecezja w Nancy, kościół stał się katedrą. Podczas rewolucji francuskiej, podobnie jak wiele innych obiektów sakralnych katedra doznała zniszczeń. Po wznowieniu kultu została odnowiona, ponadto przeniesiono do niej wiele dzieł sztuki ze zniszczonych kościołów.

## Architektura

### Fasada
Fasadę cechuje klasyczny zmysł równowagi. Część środkowa jest zwieńczona szczytem. Flankują ją dwie wieże, wysokie na 78 metrów, kwadratowe u podstawy, w części górnej ośmioboczne, zwieńczone kopułami z latarniami, które Victor Hugo nazwał „pieprzniczkami [madame] Pompadour”. Duży odstęp między wieżami spowodowany jest obecnością kopuły na skrzyżowaniu naw. Fasadę zdobi posąg św. Zygisberta, patrona miasta Nancy.

#### Dzwony

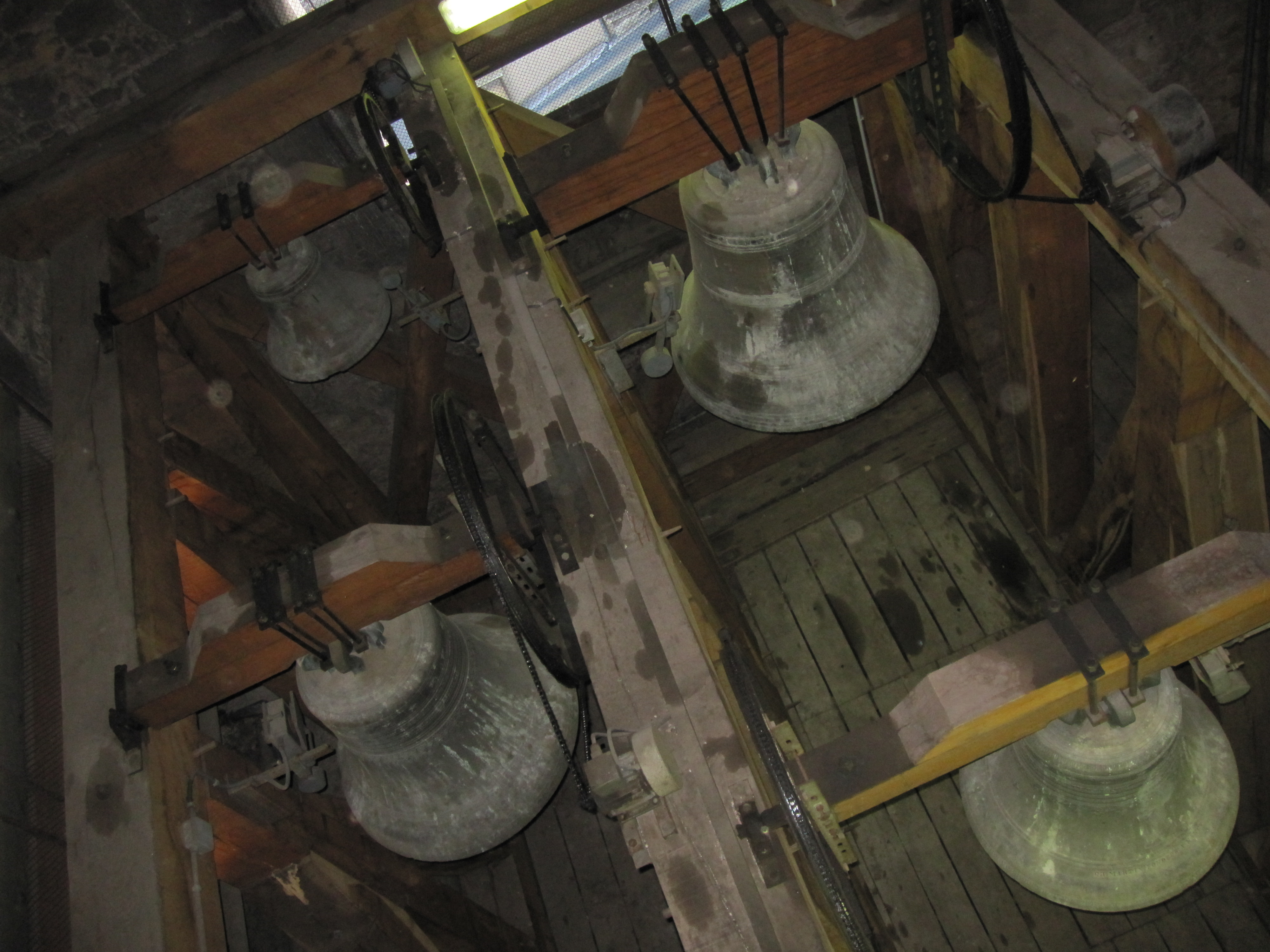
Dzwony katedralne

Katedra ma 9 dzwonów: 4 duże znajdują się w prawej wieży, a 5 mniejszych w lewej.
| Nr | Rok odlania | Zakład ludwisarski       | Średnica (m) |
| 1  | 1742        | Queyrat à Nancy          | 1,55         |
| 2  | 1867        | Goussel Jeune à Metz     | 1,40         |
| 3  | 1807        | Les goussel à Breuvannes |              |
| 4  | 1827        | Thuillie Fils à Nancy    | 1,17         |
| 5  | 1760        | La Chaussee à Nancy      | 1,09         |
| 6  | 1897        | Ch. Martin à Nancy       | 0,88         |
| 7  | 1897        | Ch. Martin à Nancy       | 0,73         |
| 8  | 1756        | La Chaussee à Nancy      | 0,55         |
| 9  | 1756        | La Chaussee à Nancy      | 0,49         |

## Wnętrze
Kościół wznosi się na planie krzyża łacińskiego. Składa się z trzyprzęsłowej, długiej na 60 i szerokiej na 13,5 metra nawy głównej flankowanej nawami bocznymi, w których znajdują się po trzy kaplice. Prezbiterium, zamknięte głęboką apsydą, jest flankowane dwiema kaplicami bocznymi. Zarówno fasada i wnętrze utrzymane są w porządku korynckim. Po jego wschodniej stronie znajduje się zakrystia, a po zachodniej – sala kapituły. Duże łuki nawy wspierają się na filarach zwieńczonych korynckimi kapitelami. Zbudowana na skrzyżowaniu naw kopuła o średnicy 15 i wysokości 7,3 metra jest wsparta na wysokich na 13 metrów filarach. Na sklepieniu kopuły Joseph Jacquart namalował w latach 1723–1727 duży fresk przedstawiający niebiańską chwałę, złożoną ze 150 postaci, z których największe mają ponad 5 metrów wysokości.

### Prezbiterium

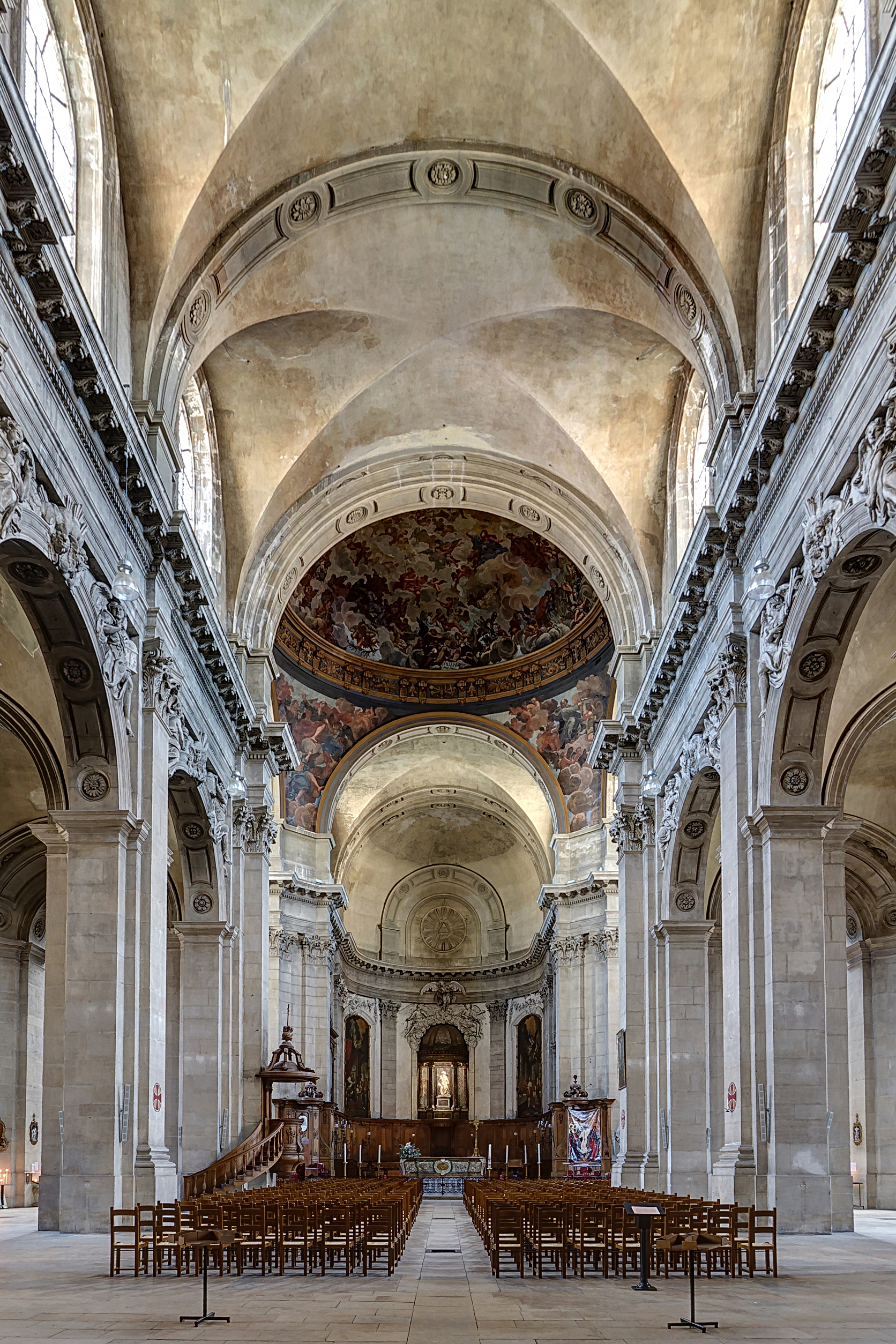
Nawa główna – widok na prezbiterium

Marmurowy ołtarz główny jest datowany na 1763 rok. Otaczające go stalle zaprojektował w 1723 roku Germain Boffrand. Malowidła na ścianach apsydy poświęcone są św. Zygisbertowi, królowi Austrazji, jednemu z patronów katedry; są to: Koronacja św. Zygisberta (z lewej strony) i Św. Zygisbert służący ubogim. W niszy pod arkadą środkową znajdują się jego relikwie.

#### Prawa kaplica
W ołtarzu kaplicy z prawej strony prezbiterium, zwanej kaplicą Kongregacji (chapelle de la Congrégation) znajduje się obraz Jeana Girardet Zwiastowanie. Na wierzchołku tabernakulum stoi marmurowy posąg Madonny z 1816 roku.

#### Lewa kaplica
W ołtarzu kaplicy z lewej strony prezbiterium znajduje się obraz, Apoteoza św. Zygisberta, patrona miasta Nancy. Z kaplicy prowadzi wejście do zakrystii, w której znajdują się cenne boazerie i skarbiec.

#### Skarbiec
Skarbiec katedralny nie jest wystawiony na widok publiczny. W dużej mierze splądrowany podczas rewolucji, został stopniowo odtworzony w 1802 roku, zwłaszcza dzięki staraniom Josepha Charlota, proboszcza nowo utworzonej parafii. Składa się z licznych i bogato zdobionych XVII i XVIII-wiecznych wyrobów złotniczych, takich jak: drogocenne stuły, kielichy, pateny, aspersoria i kadzielnice z metali szlachetnych. Szczególnie cenne są te pochodzące z IX i X wieku, a należące do świętego Gauzelina: kielich karoliński (wykonany ze złota, wysadzany kamieniami szlachetnymi i z pateną), ewangeliarz św. Gauzelina (227 ręcznie pisanych stron w złotej i srebrnej oprawie, bogato zdobiony) oraz liturgiczny grzebień św. Gauzelina (wykonany z rzeźbionej kości słoniowej. Z pozostałych dzieł wyróżniają się: IX-wieczna tabliczka karolińska z kości słoniowej oraz emaliowany, XIII-wieczny krzyż z regionu Limoges.

### Kaplice boczne

#### Prawa nawa

##### Kaplica Najświętszego Serca w prawym transepcie
Ramiona transeptu zakończone są półkolistymi kaplicami. Ta w prawym ramieniu, zwana kaplicą Najświętszego Serca (chapelle de Sacre-Coeur) jest zamknięta żelazną balustradą autorstwa Jeana Lamoura. Marmurowy, ozdobiony złoconymi stiukami ołtarz utrzymany jest w stylu rokokowym. Obraz ołtarzowy Najświętsze Serce namalował Jean Girardet, nadworny malarz Stanisława Leszczyńskiego.

##### Kaplica św. Fiakra
Pierwsza kaplica prawej nawy (licząc od prezbiterium) jest kaplica św. Fiakra (chapelle de Saint Fiacre), dawniej św. Karola. W 1752 roku złożono w niej szczątki kardynała Charles’a de Lorraine-Vaudémont. Ozdobna krata jest dziełem Jeana Lamoura.

##### Kaplica św. Józefa
Kaplica św. Józefa (Chapelle de Saint Joseph), wcześniej Ducha Świętego została w 1871 roku dedykowana św. Józefowi, patronowi stolarzy. Zdobiące ją obrazy: Ukrzyżowanie i Święta Rodzina są przypisywane Claude’owi Deruet.

##### Kaplica św. Gauzelina
Ostatnia kaplica z prawej strony (chapelle de Saint Gauzelin) dedykowana została św. Gauzelinowi, biskupowi Toul w latach 922–962. Zdobią ją: obraz Święta Eucharystia (XVII wiek, szkoła wenecka), Madonna z Dzieciątkiem (XVI-wieczna, polichromowana rzeźba kamienna), Św. Antoni żywiący biedaka (XIX wiek, terakota) i obraz Święta Rodzina (kopia XVII-wiecznego dzieła włoskiego).

#### Lewa nawa

##### Kaplica Matki Bożej Dobrej Nowiny w lewym transepcie
W kaplicy Matki Bożej Dobrej Nowiny (chapelle de Notre Dame de Bonne-Nouvelle) znajduje się ołtarz w stylu rokokowym z kamiennym posągiem Matki Bożej Dobrej Nowiny. Przyniesiony tu w 1742 roku z kolegiaty Saint-Georges przy pałacu książęcym, uszkodzony podczas rewolucji, został następnie zrekonstruowany w nieznacznie zmienionej formie.

##### Kaplica Świętej Rodziny (lub kaplica Biskupów)
Kaplica Świętej Rodziny (chapelle de Sainte Famille) jest zamknięta kratami autorstwa Jeana Lamoura. W jej ołtarzu znajduje się medalion Święta Rodzina, kopia dzieła szkoły flamandzkiej. Wierzchołek ołtarza zdobi kamienny posąg Św. Roch dłuta Siméona Drouina.

##### Kaplica św. Konkordii i jej relikwii
Na ołtarzu kaplicy św. Konkordii (chapelle de Sainte Concorde) znajduje się relikwiarz ze szczątkami św. Konkordii, męczennicy rzymskiej. Po obu stronach ołtarza wiszą obrazy Pogrzeb św. Sebastiana (z prawej) i Św. Brunon podczas modlitwy (z lewej).

##### Kaplica św. Zygisberta
Jej wyposażenie stanowią dwa obrazy: Chrzest Chrystusa i Pokłon Trzech Króli, przypisywany Jean-Baptiste Claudot.

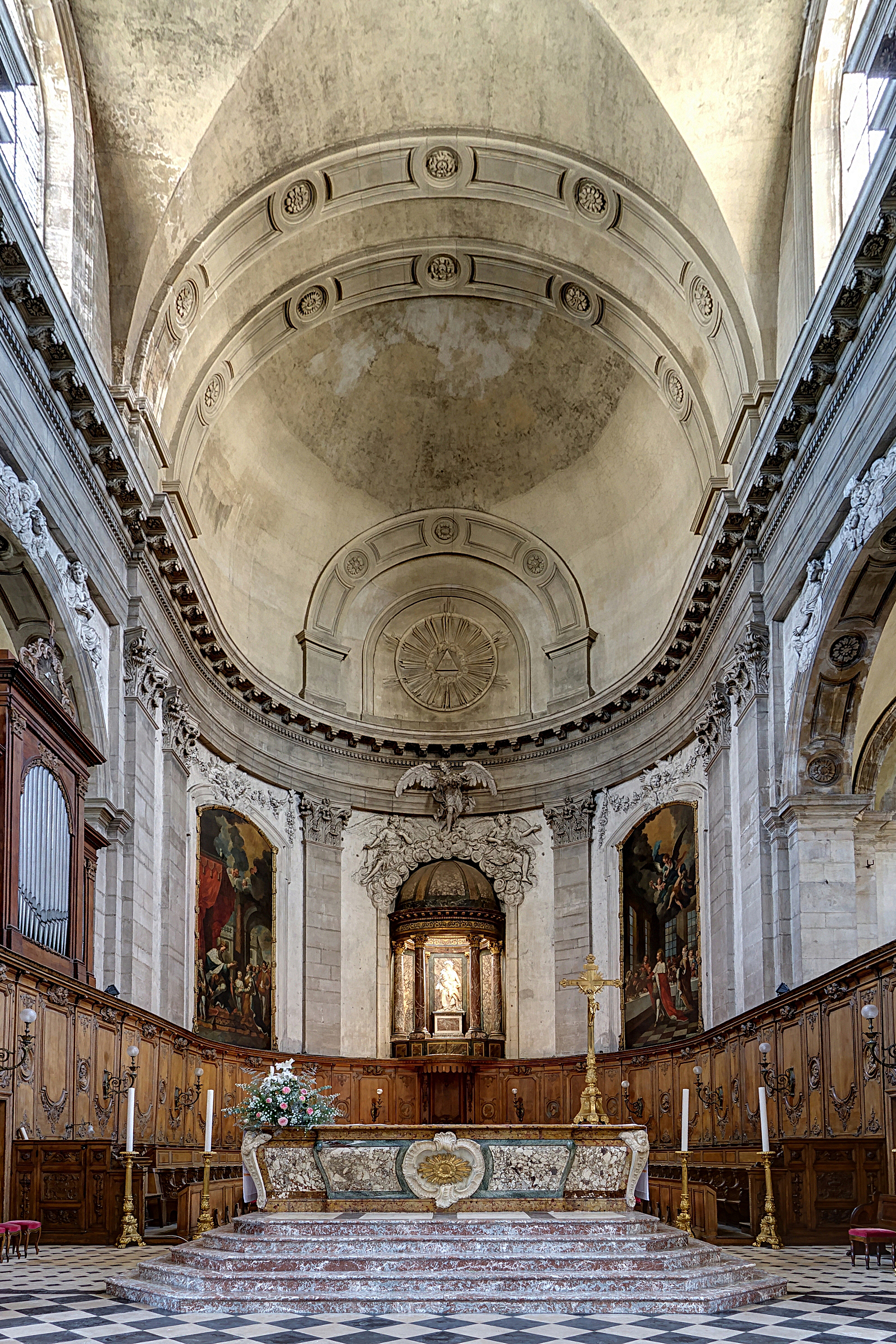
Ołtarz główny
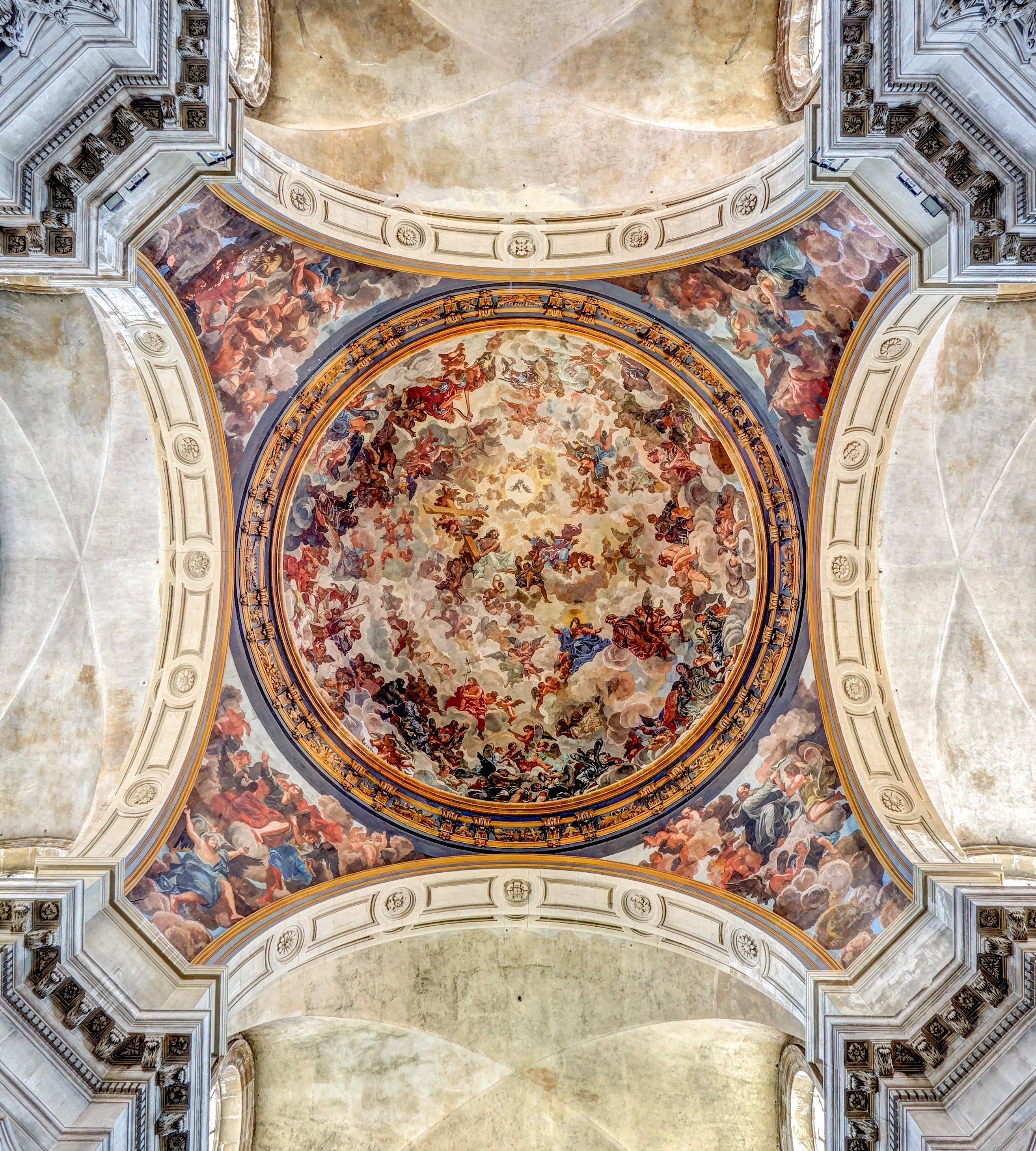
Sklepienie kopuły
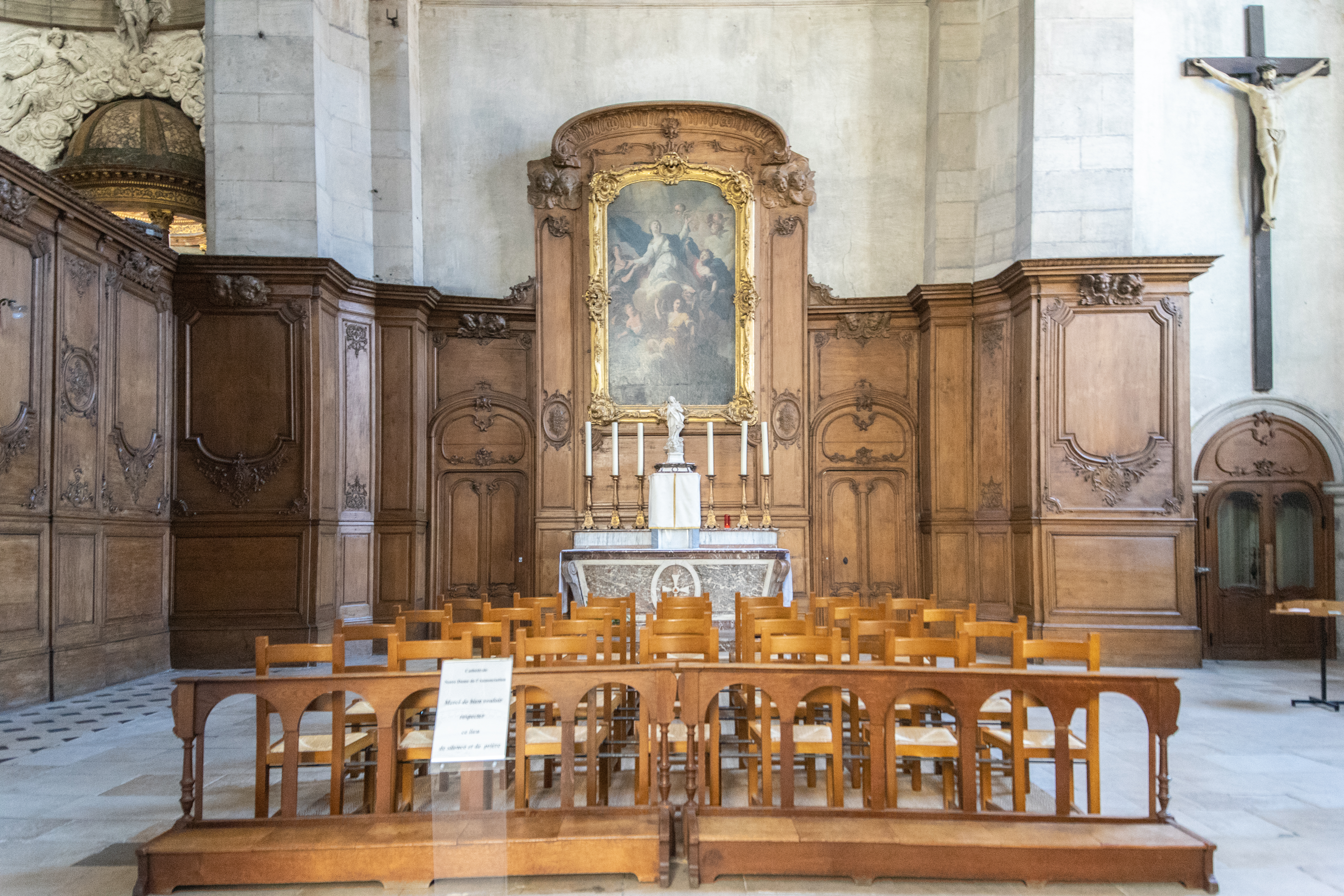
Kaplica Kongregacji
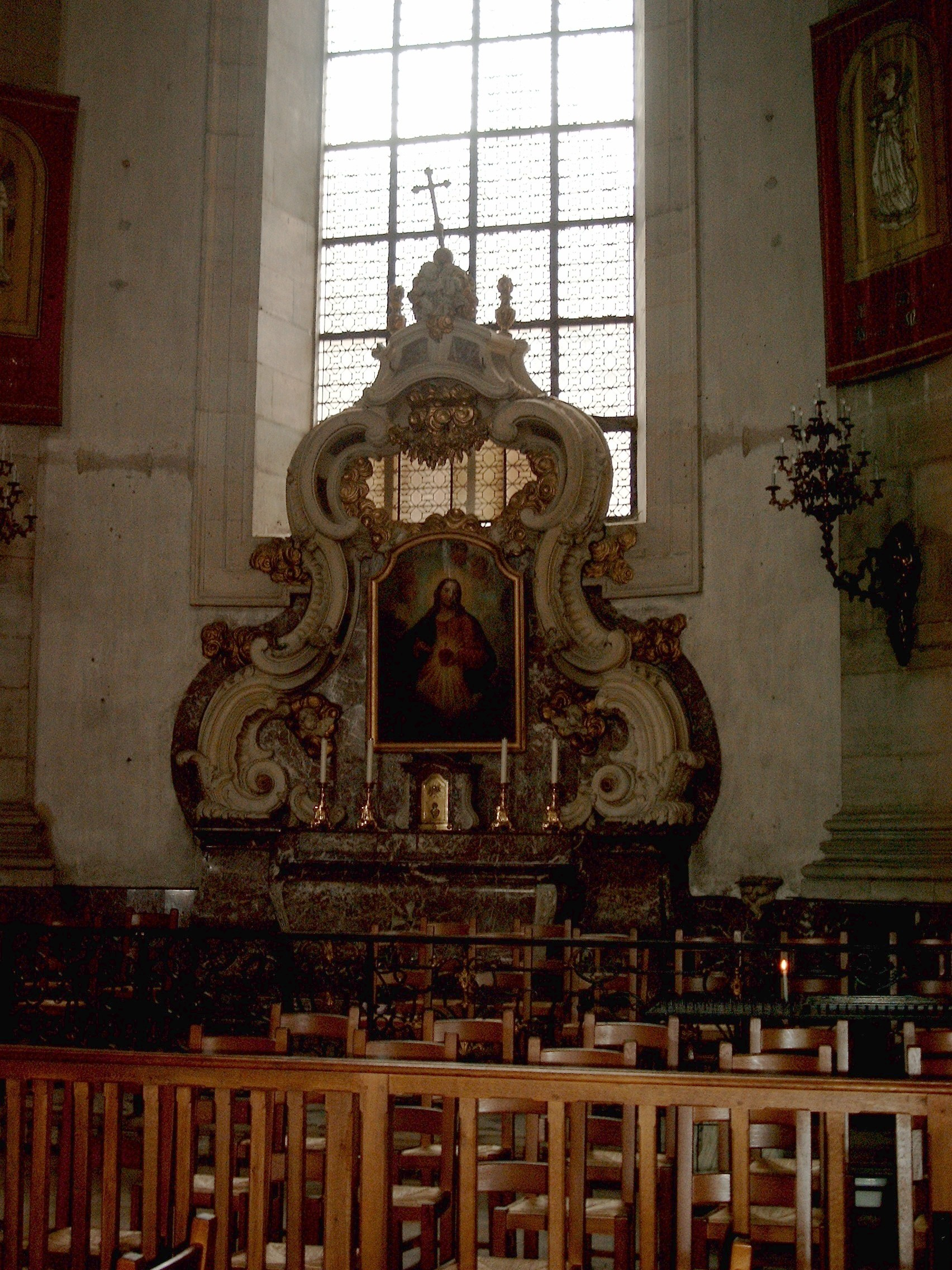
Kaplica Najświętszego Serca
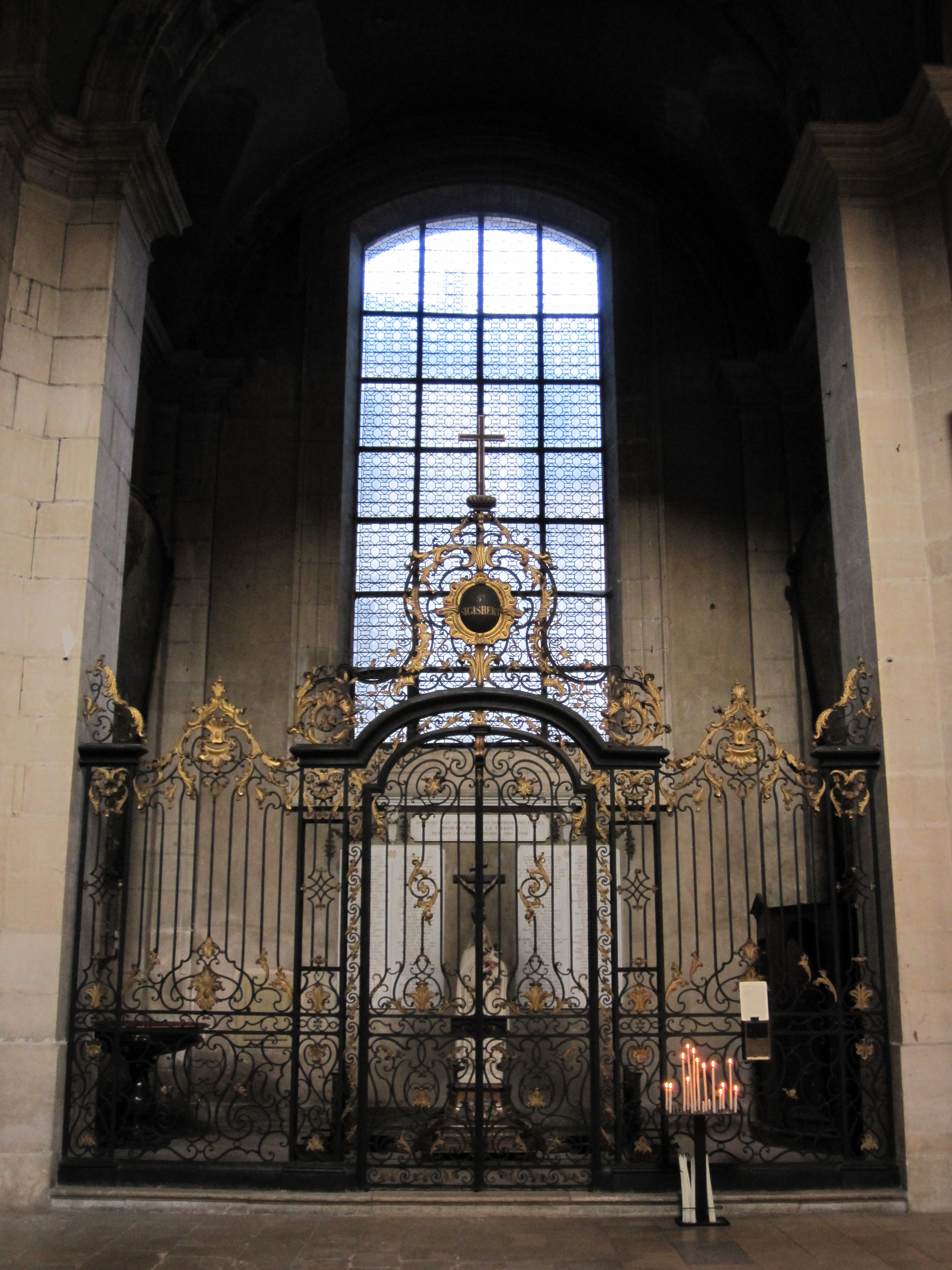
Kaplica św. Zygisberta

### Organy

#### Organy główne

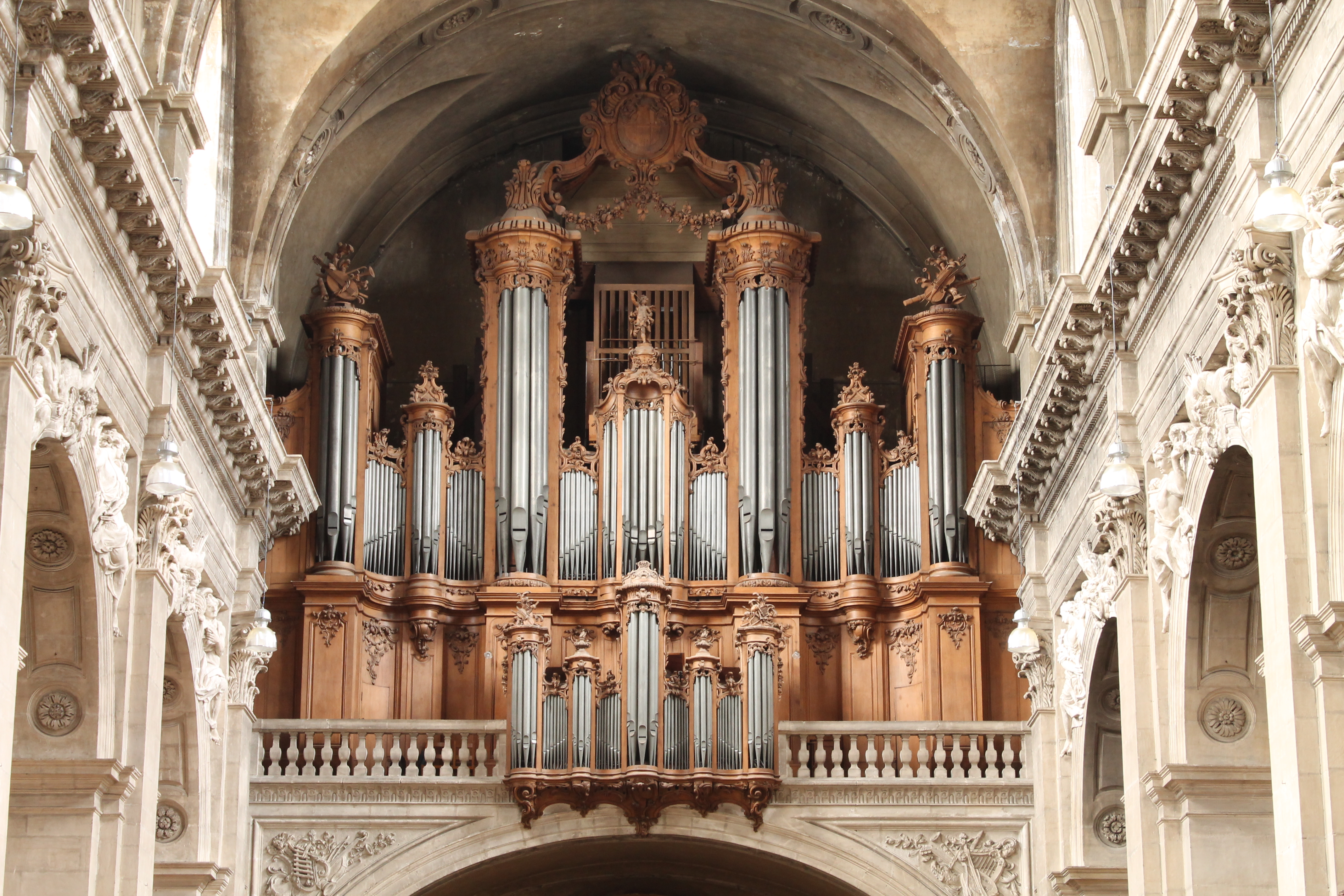
Organy główne

Pierwsze organy zbudowali w latach 1756–1763 Nicolas i Josepha Dupont ustawiając je na kamiennej galerii zaprojektowanej przez Jean-Nicolasa Jennessona i zrealizowanej przez Barthélémy Mesny. W 1788 roku Jean-François Vautrin dokonał modyfikacji instrumentu. W latach 1808–1814 dokonywał jego napraw i rozbudowy instalując pierwszy we Francji głos, 32-stopowy Bombarde. W 1837 i 1843 roku bracia Claude dokonali napraw i rozbudowy organów. 27 listopada 1857 roku Aristide Cavaillé-Coll przedstawił projekt przebudowy instrumentu i przekształcenia go w instrument o brzmieniu symfonicznym. Jego projekt przewidywał 62 głosy podzielone na 4 manuały i pedał. Projekt ten zrealizowano w latach 1857–1861. W 1881 roku Aristide Cavaillé-Coll dokonał remontu organów.
9 sierpnia 1906 roku organy zyskały status „pomnika historii” (monument historique). W 1921 roku Charles Mutin naprawił uszkodzenia powstałe w wyniku I wojny światowej. W latach 1963–1965 firma Haerpfer-Erman zmodernizowała instrument w duchu estetyki neoklasycznej, a 1975 roku dokonała w nim kilku napraw i drobnych modyfikacji nie zmieniając jednak jego estetyki. 22 września 2003 roku część instrumentalna organów zyskała status „obiektu historycznego” (objet historique).

#### Organy w prezbiterium
Organy prezbiterium zbudował w 1844 roku Joseph Cuvillier, a odrestaurowała je w 1912 roku firma Kuhn.